# Amado mío
«Amado mio» es una canción escrita por Doris Fisher y Allan Roberts, que se hizo famosa al incluirse en la hoy mítica película de 1946 Gilda. En el filme, la pieza es presentada por Rita Hayworth si bien en playback ya que la voz correspondía a Anita Ellis.
La canción sirvió también como el segundo sencillo del álbum de Grace Jones Bulletproof Heart. En los Estados Unidos la canción fue un sencillo de doble cara con "Crack Attack" como lado B. La canción, en la versión de Grace Jones, comienza con un acordeón y un narrador diciendo frases en español y ella repitiéndolas en inglés. Después empieza la canción.

## Lista de canciones (del sencillo de Grace Jones)
- US Vinyl, 12" (V-15551)[1]

1. "Amado Mio" (Mix de The Brazilian) (6:23)
2. "Amado Mio" (Dub de The 28th St. Crew) (7:08)
3. "Crack Attack" (Mix de The Don't Do It) (6:16)
4. "Crack Attack" (Mix de The Don't Do It) (5:23)

- EU Vinyl, 12" (060-20 3759 6)[1]

1. "Amado Mio" (Mix de The Brazilian) (6:23)
2. "Amado Mio" (Otra Versión) (6:16)
3. "Amado Mio" (Dub de The 28th St. Crew) (7:08)

- IT Vinyl, 7", Promo (06 2037597)[2]

1. "Amado Mio" (Mix de The Brazilian - Edición de Radio)
2. "Amado Mio" (LP Version - Radio Edit)

UK 12" single (12CL571)
1. "Amado Mio" (Mix de The Brazilian) - 6:23
2. "Amado Mio" (Mix Club de The 28th Street Crew) - 6:00
3. "Crack Attack" (Mix de The Don't Do It)
4. "Crack Attack"

- GE CD single (560203759)

1. "Amado Mio" (Mix de The Brazilian) - 6:23
2. "Amado Mio" (Mix Club de The 28th Street Crew) - 6:00
3. "Amado Mio" (Mix Dub de The 28th Street Crew) - 7:00

- UK 12" promo (12CLDJ571)

1. "Amado Mio" (Mix de The Brazilian) - 6:23
2. "Amado Mio" (Mix Club de The 28th Street Crew) - 6:00
3. "Amado Mio" (Mix Dub de The 28th Street Crew) - 7:00

- UK 7" single (CL571)

1. "Amado Mio" (Mix de The Brazilian) - 6:23
2. "Amado Mio"

- UK CD single (CDCL571)

1. "Amado Mio" (Mix de The Brazilian) - 6:23
2. "Amado Mio" (Mix Club de The 28th Street Crew) - 6:00
3. "Amado Mio" (Mix Dub de The 28th Street Crew) - 7:00

## Listas musicales
| Lista musical (1989)               | Posición |
| ---------------------------------- | -------- |
| UK Singles Chart                   | 96       |
| Alemania                           | 83       |
| U.S. Billboard Hot Dance Club Play | 11       |